# KSHMR
Найлз Холлоулл-Дхар (англ. Niles Hollowell-Dhar; род. 6 октября 1988, Беркли, Калифорния), более известный по сценическому имени KSHMR (произносится как «Кашмир») — индо-американский диджей и музыкальный продюсер. На 2022 год занимает 12 место в списке лучших диджеев мира по версии журнала DJ Magazine. В июле 2017 года запустил свой собственный лейбл звукозаписи Dharma Worldwide.

## Биография
Найлз Холлоулл-Дхар родился в Беркли, штат Калифорния, в семье индийского иммигранта. Своё сценическое имя выбрал от названия индийского штата Джамму и Кашмир. Изначально состоял в хип-хоп дуэте The Cataracs вместе с Дэвидом Свингер-Вайном, выпустив такие хиты, как «Like a G6» совместно с группой Far East Movement, «Bass Down Low» совместно с певицей Dev, а также участвовал в создании дебютного альбома певицы Селены Гомес Stars Dance. В 2014 году, после того, как Свингер-Вайн покинул дуэт, Холлоулл-Дхар начинает выпускать собственную музыку под псевдонимом KSHMR. Уже в следующем году он попал на 23 место в списке 100 лучших диджеев мира по версии журнала DJ Magazine, а через год поднялся на 11 позиций вверх, до 12 места.
В 2016 он выпустил свой второй мини альбом «The Lion Across The Field EP». Который был наполнен мелодичными индийскими мелодиями. 23 июля 2016 года он исполнил свой первый сет на музыкальном фестивале Tomorrowland, на главной сцене. 5 сентября 2016 года совместно с Tigerlily, выпустил новый сингл «Invisible Children». Две недели спустя он был награжден за лучшее живое выступление («Best Live Act»), на Top 100 DJs Mag Awards 2016, также поднявшись с 23 на 12 место рейтинга DJ Mag 2016.
В марте 2017 года KSHMR выпустил трек «Back To Me» с Crossnaders и Micky Blue. Данный трек достиг верхушку многих чартов и крутился на радио весь 2017 год.
24 марта 2017 года Найлз выступил на Ultra Music Festival, где впервые играл с живыми музыкантами на протяжении всего сета.
В августе KSHMR запустил свой собственный лейбл — Dharma. Первый трек, выпущенный на новом лейбле был «Фестиваль огней», в сотрудничестве с Морисом Уэстом, ставший лучшим Big Room треком 2017 года. «Фестиваль огней» в значительной степени основан на индийской культуре. Следом KSHMR выпустил остальные треки «Kolkata», «The Serpent» и «Divination» из своего мини альбома — «Materia».
22 сентября 2017 года вышла совместная работа KSHMR и Hardwell — Power!
В 2018 году отправился в мировой тур со своим сетом. 10 августа выступил в России на фестивале Alfa Future People.
Как сольный исполнитель, Найлз участвовал в самых масштабных музыкальных фестивалях мира, таких как Ultra Music Festival, Tomorrowland, Coachella и других. Также сотрудничал с такими музыкантами, как Firebeatz, R3hab, Tiësto, Carnage, Timmy Trumpet и DallasK, Hardwell, Vini Vici, Marnik и другими.
Во время участия в дуэте The Cataracs, Найлз использовал программу для создания музыки Reason, а в данный момент использует Ableton Live.
24 июня 2019 года Найлз объявил о выпуске новой образовательной платформы Dharma Worldwide, состоящей из учебных пособий, шаблонов и образцов. После этого 28 июня 2019 года был реализован совместный проект с австралийским продюсером Тимми Трумпетом под названием «The People». На следующий день он выпустил трек "Lies" с голландским продюсером B3rror с вокалом Лучианы. Затем Холлоуэлл-Дхар выпустил трек «My Best Life» с австралийским певцом Майком Уотерсом 12 июля 2019 года. Что касается этой песни, Найлз сказал: «Эта песня, написанная мной и Майком Уотерсом, посвящена социальным сетям и тому, как они стали инструментом для нашей оценки самих себя. Мы говорили о том, как может раскрепостить тебя смирение с фактом, что у кого-то всегда будут более крутые вещи, и отсюда сложился текст песни».

### 2020:One More Round
15 октября 2020 года Холлоуэлл-Дхар выпустил сингл «One More Round» с участием Джереми Оушена. Он был выпущен на студии Spinnin 'Records и является результатом сотрудничества с сингапурским разработчиком игр Garena для их игры Free Fire в честь празднования «Booyah Day», которое проходило с 16 октября по 1 ноября.

## Дискография

### Мини-альбомы
| Название                  | Детали                                                                          |
| ------------------------- | ------------------------------------------------------------------------------- |
| The Lion Across the Field | - Релиз: 01 июня 2016 года - Лейбл: Spinnin’ - Формат: загрузка                 |
| Materia                   | - Релиз: 4 августа 2017 года - Лейбл: Dharma Music, Spinnin’ - Формат: загрузка |

### 2014
- KSHMR — Megalodon
- KSHMR — ¡Baila!
- KSHMR — Omnislash
- KSHMR & Firebeatz feat. Luciana — No Heroes
- KSHMR feat. Luciana — Dogs
- KSHMR & DallasK — Burn
- KSHMR & DallasK feat. Luciana — Burn (Let Your Mind Go)
- KSHMR — Leviathan
- R3hab & KSHMR — Karate
- KSHMR — Kashmir

### 2015
- KSHMR — Dead Mans Hand
- KSHMR & Dillon Francis feat. Becky G — Clouds
- Tiësto & KSHMR feat. Vassy — Secrets
- KSHMR feat. BassKillers & B3nte — The Spook
- Carnage feat. Timmy Trumpet & KSHMR — Toca
- KSHMR — Jammu
- KSHMR & Vaski feat. Francisca Hall — Lazer Love
- KSHMR — Delhi
- KSHMR & Dzeko & Torres — Imaginate
- KSHMR & Bassjackers feat. Sirah — Memories
- Shaun Frank & KSHMR feat. Delaney Jane — Heaven
- KSHMR & R3hab — Strong
- KSHMR & Marnik — Bazaar
- KSHMR & ZAXX — Deeper

### 2016
- KSHMR & Felix Snow feat. Madi — Touch
- KSHMR feat. Sidnie Tipton — Wildcard
- KSHMR — Dhoom
- KSHMR — Dadima
- KSHMR — Sleepwalk
- KSHMR — Hymn of Reflection
- KSHMR — Jungle Whistle
- KSHMR & Headhunterz — Dharma
- KSHMR & DJ Tigerlily — Invisible Children
- KSHMR & Will Sparks — Voices
- Bassjackers & KSHMR feat. Sidnie Tipton — Extreme
- KSHMR & B3nte & Bad Jack — The Spook Returns
- KSHMR — Creep
- KSHMR & Marnik — Mandala ft. Mitika

### 2017
- KSHMR & Crossnaders feat. Mickey Blue — Back To Me
- KSHMR — Strange Lands
- Tiësto & KSHMR feat. Tally Riley — Harder
- KSHMR & Maurice West — Festival of Lights
- KSHMR, JDG & Mariana BO — Kolkata
- KSHMR & Snails — The Serpent
- KSHMR & No Mondays — Divination
- Hardwell & KSHMR — Power
- KSHMR ft. Sonu Nigam — Underwater
- R3hab & KSHMR — Islands
- KSHMR & Marnik feat. The Golden Army — Shiva

### 2018
- KSHMR feat. Sidnie Tipton — House Of Cards
- KSHMR & Mr. Black — Doonka
- KSHMR feat. Jake Reese — Carry Me Home
- KSHMR & 7 Skies — Neverland
- Dimitri Vegas & Like Mike, KSHMR — Opa
- KSHMR & Head Quattaz — Good Vibes Soldier
- KSHMR — Magic
- KSHMR & Bali Bandits feat. Jason Zhang — Lucky Chances

### 2019
- KSHMR & Bali Bandits — Lucky Chances
- KSHMR & Yves V feat. Krewella — No Regrets
- KSHMR, KAAZE feat. KARRA — Devil Inside Me (feat. KARRA)
- KSHMR — My Best Life (feat. Mike Waters)
- KSHMR — Do Bad Well (feat. NEVVE)
- Marnik & KSHMR — Alone

### 2020
- KSHMR x Hard Lights — Over And Out
- KSHMR x Sak Noel — Bruk It Down
- KSHMR — Voices
- KSHMR & Will Sparks — The Prayer
- Dreamz & KSHMR — Casual
- KSHMR & Stefy De Cicco — Kids
- Alok & KSHMR & MKLA — Let Me Go
- LUM!X, KSHMR, Gabry Ponte — Scare Me
- KSHMR pres. DREAMZ — Anywhere You Wanna Go
- KSHMR, Jeremy Oceans — One More Round

### 2021
- KSHMR — The World We Left Behind
- KSHMR — Around The World
- KSHMR — Echo
- KSHMR — You Don't Need To Ask
- KSHMR — Ready To Love
- KSHMR & Zafrir — Winners Anthem
- Alok, Dimitri Vegas & Like Mike, KSHMR, Zafrir — Reunion
- KSHMR — Over You
- KSHMR x Tungevaag — Close Your Eyes

### 2022
- KSHMR, Divine x LIT killah — Lion Heart
- Timmy Trumpet x KSHMR x Mildenhaus — Ininna Tora
- KSHMR & Quarterhead — Major Lazer

### Ремиксы
- 2014: Martin Garrix & MOTi — Virus (KSHMR Remix)
- 2015: Galantis — Runaway (KSHMR Remix)
- 2015: NERVO — It Feels (KSHMR Remix)
- 2015: Bassjackers — Savior (Reez et KSHMR Remix)
- 2015: DJ Jean — The Launch (KSHMR Remix)
- 2015: Avicii — For a Better Day (KSHMR Remix)
- 2015: KSHMR & Disasterpeace — It Follows (KSHMR Halloween Special)
- 2016: R3hab & Ciara — Get Up (KSHMR Remix)
- 2016: KSHMR & Felix Snow feat. Madi — Touch (VIP Remix)
- 2016: KSHMR — Wildcard feat. Sidnie Tipton (VIP Remix)
- 2016: KSHMR & Tigerlily — Invisible Children (KSHMR Remix)
- 2017: Nero — Two Minds (KSHMR & Crossnaders Remix)
- 2017: Game Of Thrones (KSHMR & The Golden Army Remix)
- 2018: KSHMR & Mark Sixma — Gladiator (Remix)